# Scaphimyia nigrobasicasta
Scaphimyia nigrobasicasta là một loài ruồi trong họ Tachinidae.